# One Love (Lied)
One Love ist die sechste Singleveröffentlichung der englischen Big-Beat- und Breakbeat-Band The Prodigy. Die Single wurde am 4. Oktober 1993 vom Label XL Recordings als Vorabsingle aus dem 1994 veröffentlichten Studioalbum Music for the Jilted Generation ausgekoppelt und stieg bis auf Platz acht der britischen Single-Charts.

## Aufnahme
Als Reaktion auf die zunehmende Kritik des kommerziellen Ausverkaufs der Band brachte Liam Howlett die Stücke One Love und den entsprechenden Jonny L Remix zunächst auf 12" Vinyl als White Label unter den Namen Earthbound 1 und Earthbound 2 heraus. Von vielen Underground-DJs wurde das Stück zunächst als eine der besten Veröffentlichungen des Jahres gelobt. Als Howlett jedoch bekannt gab, die Platte produziert zu haben, wurde sie von den DJs schlagartig gemieden. The Prodigy konnten sich so davon überzeugen, nach wie vor von der Szene geschätzte, authentische elektronische Tanzmusik zu produzieren.
One Love war zudem nach What Evil Lurks die zweite Single bzw. EP der Band, die nicht in den USA erschien. Allerdings befindet sich One Love auf dem Soundtrack des Films Hackers – Im Netz des FBI.

## Musikvideo
Das Video zur Single wurde von Hyperbolic Systems produziert und zeigt computergenerierte Grafiken mit zeitweise eingeblendeten Bildern der tanzenden Bandmitglieder.

## Titelliste
Die Titellisten der unterschiedlichen Formate und Veröffentlichungen von One Love:
| Nr.          | Titel                         | Länge |
| ------------ | ----------------------------- | ----- |
| 1.           | One Love (Original Mix)       | 05:50 |
| 2.           | Rhythm Of Life (Original Mix) | 05:05 |
| 3.           | Full Throttle (Original Mix)  | 05:28 |
| 4.           | One Love (Jonny L. Remix)     | 05:10 |
| Gesamtlänge: | Gesamtlänge:                  | 21:33 |

| Nr.          | Titel                         | Länge |
| ------------ | ----------------------------- | ----- |
| 1.           | One Love (Edit)               | 03:53 |
| 2.           | Rhythm Of Life (Original Mix) | 05:05 |
| 3.           | Full Throttle (Original Mix)  | 05:28 |
| 4.           | One Love (Jonny L. Remix)     | 05:10 |
| Gesamtlänge: | Gesamtlänge:                  | 19:36 |